# Maurice Vidalin
 (avril 2017).
Si vous disposez d'ouvrages ou d'articles de référence ou si vous connaissez des sites web de qualité traitant du thème abordé ici, merci de compléter l'article en donnant les références utiles à sa vérifiabilité et en les liant à la section « Notes et références ».
Pour les articles homonymes, voir Vidalin.
Maurice Vidalin, né le 18 avril 1924 à Paris 6e et mort le 10 octobre 1986 à Rueil-Malmaison, est un auteur et parolier français.

## Biographie
Il a souvent écrit ses textes sur des musiques de Jacques Datin (1920-1973). Dès 1954, ils écrivent pour Juliette Gréco une de leurs premières œuvres, On en dira (Marc Lanjean coécrit les paroles avec Vidalin).
À partir de 1957, leur fructueuse association donne de grands succès comme Zon zon zon interprété par Colette Renard et Michèle Arnaud (1957), Julie par Marcel Amont (1957), Les Boutons dorés écrit pour Jean-Jacques Debout et repris par Barbara en 1959.
Parmi ses nombreux interprètes, on peut citer : Mouloudji (Julie), Gilbert Bécaud, Michel Fugain (Le Chiffon rouge), France Gall, Juliette Gréco, Françoise Hardy (Le Temps des souvenirs), Gérard Lenorman, Mireille Mathieu (Paris en colère), Michel Sardou (Danton).
En 1961, Jean-Claude Pascal, représentant le Luxembourg, a remporté le Grand Prix du Concours Eurovision de la chanson avec Nous les amoureux et, en 1962, Camillo Felgen, représentant également le Luxembourg, une 3e place avec Petit Bonhomme, deux chansons du tandem Vidalin-Datin.
Il meurt à Rueil-Malmaison le 10 octobre 1986, à l'âge de 62 ans. Incinéré, ses cendres sont dispersées.

## Discographie
Sur des musiques de Jacques Datin
- Monsieur Pointu : L'un dans l'autre, on est heureux
- Marie-José : Il riait
- Robert Ripa : Paulo / Zon, zon, zon
- Marcel Amont : Julie (créateur) / Barcarolle Auvergnate / J'ai trouvé du boulot / Danser dans ces dancing
- Colette Renard , Zon, zon, zon (créatrice) / Tais-toi Marseille (créatrice) / La débine
- Dalida : Aime-moi
- Michèle Arnaud : Marie la bleue / Quand on parle d'amour / Zon, zon, zon / Julie
- Mouloudji : Julie
- Jean-Jacques Debout : Les Boutons dorés (créateur) / La Corde / Notre-Dame de la Cambriole / Toi et moi / Le Marchand d'eau / L'Été / Moi qui avais peur / La Voix qui change
- Barbara : Les boutons dorés / Vous entendrez parler de lui / Tais-toi Marseille
- Jean-Claude Pascal : Nous les amoureux (Grand-Prix de l'Eurovision 1961) / Si mon amour
- Teddy Reno : Te amo, je t'aime
- Patachou : Carmen
- Mathé Altéry : Mitsy
- Jacqueline François : La Dolce vita
- Isabelle Aubret : Nous les amoureux / Y' a pas
- Francis Linel : Toi si jamais / Tais-toi Marseille'
- Christine Sèvres : L'intelligent
- Franck Fernandel : Tais-toi Marseille
- Luis Mariano : Comme Cando
- Cora Vaucaire : Julie
- Jacqueline Boyer : Quand on s'aime
- Les Trois Ménestrels : Zon, zon, zon
- Raoul de Godewarsvelde : Au paradis des artilleurs
- Michel Delpech : Le voyage
- Michel Sydney : Au secours
- Richard Anthony : Ça tourne rond
- Petula Clark : Le tu sais quoi (adaptation) / Walter / Jack and John (adaptation)
- Nicole Croisille : Ça tourne rond / Moi je t'aime (adaptation)
- José Bartel : Quand on aime
- Philippe Clay : La Chasse
- Mireille Darc : Celle qui ne dit jamais non / Marie-déshonorée / Cette nuit tout recommence / Libertad / Côté soleil, boulevard Arago / Si tu devines
- Rudi Revil : Allelou allelouia (adaptation)
- Danny Boy et les Pénitents : Le twist de Schubert
- Régine :  Le cirque à tout le monde / Balayeurs, balayez
- Camillo : Petit Bonhomme (3e de l'Eurovision)
- Rosy Armen : Quand tu m'aimeras / Né pour toi (adaptation)
- Juliette Gréco : Les mariés / In memoriam / Jusqu'au ou, jusqu'à quand
- Jacqueline Danno : Le Bouquet blanc
- Gerardo Servin : Alida et Daliday
- Nana Mouskouri : L'eau qui dort (adaptation)
- Dani :  Vive l'enfance
- Sylvia Frank : Midi-midinette
- Edwige Rena : Deux amants dans la ville
- Franca di Rienzo : Chihuahua
- Joele Gilles : Trop jeunes
- Erik Montry : L'eau qui dort
- France Gall : Mes premières vraies vacances / Made in France / Christiansen / Un prince charmant / Faut-il que je t'aime / Ça me fait rire / La rose des vents / La fille d'un garçon
- Lucky Blondo : Tu oublieras cette fille
- Béatrice Arnac : Le temps des Amazones
- Geneviève Allain : Julie
- Madeleine Pascal : Qui m'aurait dit ça
- Jacky Noguez : Le soleil de nos vacances
- Gale Garnett (en) : A la fenêtre (adaptation) / Voleur

Sur une musique de Gilbert Bécaud pour Gilbert Bécaud
- La grosse noce / Plein soleil / Rosy and John / Quand Jules est au violon / Les tantes Jeanne / L'aventure / Je t'aime / Le mur / Les gens / Les jours meilleurs / Seul sur son étoile / L' indien / Le petit oiseau de toutes les couleurs / C'était moi / Les cocotiers / L'addition s'il vous plait / Le condamné / Le bateau blanc / Dans ces moments là / Le Gitan qui rit tout le temps / Un homme heureux / La guimauve et la violoncelle / L'Indifférence / Va t'en loin / C'est en septembre / Au revoir / La chanson du cocu / L'amour est mort / Y'a pas de lapin dans le chapeau / Va savoir / Sacrée fille / Les petites mad'maselles / Vente aux enchères / La rivière
- Avec la collaboration de Pierre Delanoë : La vie d' garçon / Quand le spectacle est terminé / Il faut marcher Chansons reprises ; Va t'en loin (Isabelle Aubret) - Au revoir (Jacqueline Danno) - Va savoir (Michel Cogoni) - La première fois (Claudine Coppin) - La grosse noce (Charles Level) - Ou son mes 18 ans (Virginia Vee, musique de Gibert Bécaud & Raymond Bernard) - C'était moi (Jean-Claude Pascal) - Sacrée fille (Jean-Laude Pascal) - Le bateau blanc (Les Trois Ménestrels)

Sur une musique de Michel Fugain pour Michel Fugain
- La Fête / Sabbat / Le Printemps / Les Acadiens / Le Chiffon rouge / Capitaine, capitaine / C'est la vie / Papa / Broadway / Capharnaum / Les gentils et les méchants

### Divers
- Les Compagnons de la chanson : La petite Julie / Germaine (sur des musiques de Jean-Pierre Calvet)
- Mireille Mathieu : Paris en colère / Soldats sans armes. Les deux chansons sur une musique de Maurice Jarre
- Michel Sardou : Danton (co-écrite avec Michel Sardou) sur une musique de Jacques Revaux
- Gérard Lenorman : Soldats ne tirez pas (musique de Guy Matteoni / La belle et la bête (musique de Jean-Michel Jarre)
  - Bonjour les petits enfants / Dieu est amoureux / Vive les vacances (musique de Gérard Lenorman)
- Michel Paje : Tout le monde a besoin d'amour (musique de Michel Paje et Joe Gracy
- Dalida : Ils ont changé ma chanson (musique de Maurice Safka)
- Michel Delpech : Les hirondelles sont parties (musique de Michel Delpech)
- Nana Mouskouri : Ensemble (musique de Raymond Bernard)
- Nina Corot : Le matin (musique de Jean-Jacques Robert)
- Udo Jürgens : Finito l'amore (musique de André Salvet)
- Françoise Hardy : Va pas prendre un tambour (musique de Jacques Dutronc / Le temps des souvenirs (musique de Françoise Hardy)
- Théo Sarapo : La Ronde (BO du Film) sur une musique de Michel Magne
- Patachou : Gosse de Paris, sur une musique de Charles Aznavour, chanson reprise part Rosalie Dubois, Charles Aznavour et Isabelle Aubret / C'est ça qui m'intéresse (musique de Charles Aznavour)
- Marcel Amont : Tombe de l'eau (musique de Colette Mansard) / Demain j'arrête de fumer (musique de Catherine Lara)
- Sacha Distel : Calin, calinette (musique de Sacha Distel)
- Charles Aznavour : Liberté / Gosse de Paris (musique de Charles Aznavour)
- Gérard Calvi : Les îles (musique de Gérard Calvi)
- Renée Lebas : Garde ça pour toi (musique de Lee Pockriss, reprise par Les Compagnons de la Chanson
- Luis Mariano : Quand on s'aime